# 台湾観光学院
台湾観光学院（たいわんかんこうがくいん、Taiwan Hospitality & Tourism University）は、台湾花蓮県寿豊郷豊山村中興街268号に位置する私立学院であった。
2021年2月に理事会にて、閉学が決定された。

## 沿革
| 年     | 月日     | 事跡                               |
| ------ | -------- | ---------------------------------- |
| 1989年 | 6月15日  | 「精鍾商業専科学校」として開校     |
| 2002年 | 10月25日 | 「台湾観光経営管理専科学校」と改称 |
| 2006年 | 6月      | 「台湾観光学院」と改称             |

## 組織
- レストラン管理学科
- ホテル管理学科
- 旅行管理学科
- レジャー管理学科
- 中国料理学科
- 西洋料理学科
- 観光事業学科
- 教養教育センター
- 言語・データセンター

## 元・教員
- 劉國成（Roger Liu) 元・学長(国立台湾大学出身）
- Pulina Liu
- 謝豪生

## 客員研究員
- 丸山政行（鹿児島国際大学 大学院経済学研究科 教授）
- 金相俊（近畿大学　大学院商学研究科　教授）